# Ölziitiin Badrakh
Ölziitiin Badrakh (mongol: Өлзийтийн Бадрах; Uvs, 1895 - Moscou, 30 de julho de 1941) foi um político mongol que serviu como secretário do Partido Popular da Mongólia de 1928 a 1932 e foi expulso do Comitê Central do MPRP por divergências politicas em 1932.
Ele foi preso em 1937, acusado de contra-revolução e de chefiar o "Grupo Badrakh" junto com Zolbingiin Shijee, que buscava criar uma região autônoma separatista na época Dörvöd, e atualmente província de Uvs.
Ele foi enviado a Moscou, condenado à morte pelo Colégio Militar Soviético da Suprema Corte em 7 de julho de 1941 e executado em 30 de julho de 1941.